# Tobias Arwidson
Tobias Arwidson (Lima, 7 de junio de 1988) es un deportista sueco que compitió en biatlón. Es hijo del biatleta Lars-Göran Arwidson.
Ganó una medalla de plata en el Campeonato Europeo de Biatlón de 2013, en la prueba individual.

## Palmarés internacional
| Campeonato Europeo | Campeonato Europeo | Campeonato Europeo | Campeonato Europeo |
| Año                | Lugar              | Medalla            | Prueba             |
| ------------------ | ------------------ | ------------------ | ------------------ |
| 2013               | Bansko (Bulgaria)  | Medalla de plata   | Individual         |